# Edith Piaf
Edith Piaf (Pariz, 19. prosinca 1915. – Pariz, 11. listopada 1963.), francuska pjevačica.

## Životopis
pravo ime – Edith Giovanna Gassion
Kći akrobate, djetinjstvo je provela u bijedi putujući s cirkuskim družinama. S 15 godina počinje kao ulična pjevačica, a od 1937. pjeva na pariškim scenama i postaje znamenito ime francuske šansone. Gostovala je po Europi, Sjedinjenim Američkim Državama i drugdje djelomice s grupom "Les Compagnons de la chanson". Pojavila se i na filmu. Glasa puna neodoljive topline pjevala je o tjeskobi siromaštva, bijedi ulice i skitnji, ali i o neugasivoj nadi, povjerenju i sveprisutnoj magiji ljubavi. Napisala je memoarska djela "Na balu šanse" i "Moj život"'. Posljednji biografski film snimljen je 2007. godine pod naslovom La Vie en Rose.

## Diskografija
Popis kompilacija skladbi Edith Piaf objavljeni nakon vremena kada više nije bila aktivna.
- The Voice of the Sparrow: The Very Best of Edith Piaf, originalno objavljeno: lipanj 1991.
- Édith Piaf: 30th Anniversaire, originalno objavljeno: 5. travnja 1994.
- Édith Piaf: Her Greatest Recordings 1935. – 1943., originalno objavljeno: 15 srpnja 1995.
- The Early Years: 1938 – 1945, Vol. 3, originalno objavljeno: 15. listopada 1996.
- Hymn to Love: All Her Greatest Songs in English, originalno objavljeno: 4. studenog 1996.
- Gold Collection, originalno objavljeno: 9. siječnja 1998.
- The Rare Piaf 1950 – 1962 (28 travnja 1998.)
- La Vie en Rose (import), originalno objavljeno: 26. siječnja 1999.
- Montmartre Sur Seine (soundtrack import), originalno objavljeno: 19. rujna 2000.
- Eternelle: The Best Of (29. siječnja 2002.)
- Love and Passion (boxed set), originalno objavljeno: 8. travnja 2002.
- The Very Best of Edith Piaf (import), originalno objavljeno: 29. listopada 2002.
- 75 Chansons (Box set/import), original release date: 22. rujna 2005.
- 48 Titres Originaux (import), (1. rujna 2006.)
- Edith Piaf: L'Integrale/Complete 20 CD/413 Chansons, originalno objavljeno: 27. veljače 2007.

## Edith Piaf na DVDu
- Edith Piaf – A Passionate Life (24. svibnja 2004.)
- Edith Piaf : Eternal Hymn (Éternelle, l'hymne à la môme, Non-US Format, Pal, Region 2, Import)
- Piaf – Her Story, Her Songs (lipanj 2006.)
- Piaf: La Môme (2007.)
- La Vie en Rose (biopic, 2008.)

## Vanjske poveznice
- Little Sparrow
- EdithPiaf.com
- Édith Piaf  Arhivirana inačica izvorne stranice od 19. lipnja 2006. (Wayback Machine)
- Les Conquêtes de Piaf